# イジー・トルンカ
イジー・トルンカ（Jiří Trnka、1912年2月24日 - 1969年12月30日）は、チェコのアニメーション監督、人形作家、絵本作家である。チェコを代表する人形アニメ監督であり、チェコのアニメーションの牽引役を担った。アニメーション制作以外に、絵本の挿絵などのイラストレーションも手掛けている。

## 生涯

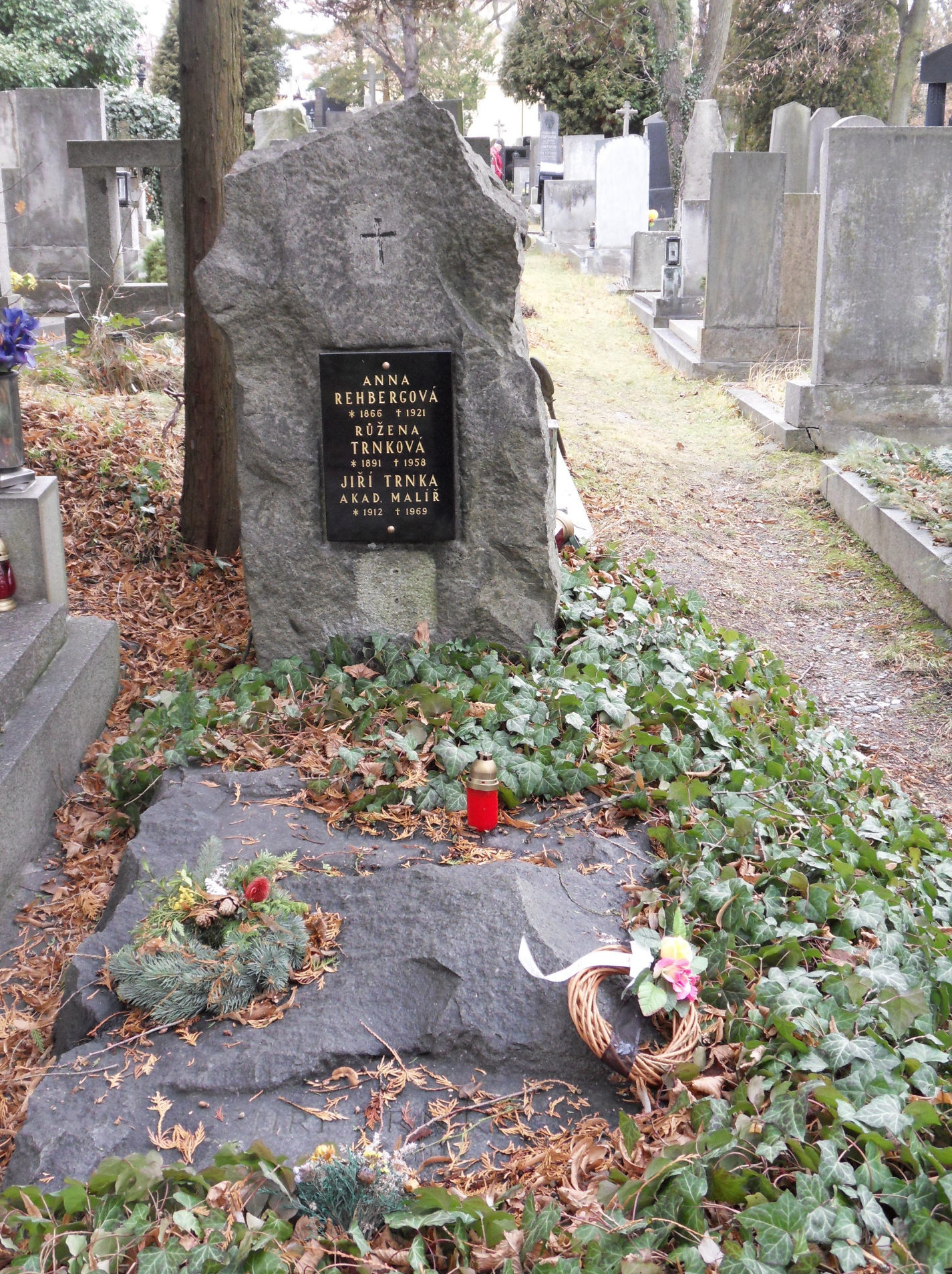
イジー・トルンカの墓

1912年2月24日、プルゼニのペトゥロフラットでトルンカは生まれた。幼少期に、トルンカは祖母から人形の作り方を学んでいた。小学生の時に近代人形劇の父と言われるヨゼフ・スクパに出会い、イラストレーションと人形劇に関心を抱くようになる。
成長したトルンカはプラハ美術工芸学校に進学し、グラフィックを学ぶ傍らでスクパの劇団で助手として働いて人形美術を学んだ。1930年代のトルンカはプラハの下宿を転々としており、1936年/37年にヴァーツラフ広場のロココ劇場で人形劇に参加する。1936年にトルンカは人形劇場「木の劇場」を設立するが不成功に終わり、数ヶ月で閉鎖する。トルンカは新聞や雑誌に掲載する挿絵、ぬいぐるみ工場で使われる型紙の作成、布のデザイン、映画館の広告のデザインなどの仕事を請け負って生計を立て、時にはスクパの依頼も受けた。多く手掛けた挿絵の中でも、1939年に制作した童話集『小玉のようなクマちゃん』の挿絵は特に好評を博した。1938年のナチスのチェコスロバキア侵攻後、トルンカは妻を疎開させて自身はプラハにとどまり、1939年からプラハ国民劇場で舞台美術を担当する。第二次世界大戦中のトルンカは自分の作品と食料品を交換し、時にはゲシュタポの命令で芸術家として強制的に労働させられる。
1945年5月29日、プラハのトリック映画スタジオを設立した若いアニメーターたちは、自分たちの指導者になってくれないかとトルンカに頼み、トルンカはあいまいに頷いて答えた。第二次世界大戦が終結して1か月も経たない後、トルンカはプラハに設立された国立映画製作所のアート・ディレクターに就任する。トルンカはヘルミーナ・ティールロヴァー、カレル・ゼマンらと共にチェコアニメの三大巨匠と並び称され、3人が本格的に活動を開始する1945年が、真の意味でのチェコアニメの始まりの年だと言われている。
ディレクターに就任したトルンカはヴラジミール・ノヴォトニー、エドゥアルト・ホフマン、ヤロスラフ・イーロヴェッツらとともに制作の指揮を執った。トルンカを招聘したアニメーターたちは彼がイラストレーターとして活躍することを期待していたが、トルンカは次第に脚本、演出にも取り掛かるようになる。最初トルンカはセルアニメ（ドローイングアニメーション）に挑戦し、「ディズニー型のアニメーション」からの脱却を目指して制作された『動物たちと山賊』をはじめとする4つの作品が、1946年のカンヌ国際映画祭で上映される。トルンカが制作した4本のセルアニメには、ナチスに対するレジスタンス精神が表れていた。
トルンカは制作現場の主流派が唱える政治的スタンスをアニメーションに反映させるべきだという主張に納得できなかった。セルアニメの制作場であるトリック兄弟スタジオを去り、人形アニメーションのための小さな撮影所に移るが、当時のチェコではまだ人形アニメーションは注目されておらず、トルンカが移った撮影所はトリック兄弟スタジオから独立していなかった。1947年に人形による長編アニメーション『チェコの四季』を完成させ、国内での評価は芳しくなかったが、国際的に高い評価を受けた。1948年から1959年にかけて、『皇帝の鶯』『バヤヤ』『チェコの古代伝説』『真夏の夜の夢』の4本の長編を制作した。また、これら5本の長編の制作の合間に、トルンカは多くの短編を制作した。1948年以降はトルンカはチェコスロバキア政府から資金援助を受けるが、芸術的自由を抑圧されることは無かった。
1950年の『バヤヤ』の成功を受け、独立した人形アニメーション映画スタジオが設立される。この頃トルンカはチェコの人形遣いマチェイ・コペツキーを題材とする実写とアニメーションを合成した映画の撮影の準備を進めていたが、映画会社の上層部に勧められ、『チェコの古代伝説』を作り上げた。新たに導入されたワイドスクリーンの撮影技術と4チャンネルの立体音響技術の試験として、『真夏の夜の夢』の制作に取り掛かり、1959年に同作を発表する。『真夏の夜の夢』は、トルンカにとって最後の長編作品となった。
『真夏の夜の夢』の制作を終えた後、トルンカは5年の間に1本の中編、3本の短編を制作する。1965年に遺作となる『手』を発表。1967年にモントリオール万国博覧会に参加し、ヤン・ヴェリフの『フィムファールム』の挿絵を手掛ける。1969年12月30日にプラハにて死去。1967年/68年にアメリカのプロデューサーから依頼を受けてJ・R・R・トールキンの『ホビットの冒険』のキャラクターデザインに取り掛かっていたが、トルンカの死後に企画は中止された。

## 作風
トルンカが発表した作品の分野はメルヘン、風刺劇、史劇、SFなど多岐にわたる。人形への愛着、人形劇のノウハウ、セルアニメに携わった経歴が、トルンカ独自の手法を生み出した。
作品の制作では、トルンカは人形のデザインにはじまり、原案、シナリオ、絵コンテ、美術、照明・撮影、演技の指示といった工程を自分で手掛けた。テーマの決定に際しては共同制作者たちの意見を聞き、『電子頭脳おばあさん』『手』を除いて、意見が一致した上で作品の制作に取り掛かった。撮影には明確な表情が描かれていない人形を選び、照明やカメラのアングルによって人形の感情を表現した。人形の顔を変化させることは例外的ともいえ、急激な感情の変化の表現など場面はごく限られていた。人体の骨格を模した関節を付けた金属の骨組みがトルンカの人形に用いられ、より精密な人形の動きを実現することが可能になった。憂いを帯びたような人形のデザイン、手間をかけた繊細な人形の動作によって、トルンカは人形アニメーションの表現力と芸術性を向上させた。
トルンカの作品では音楽が言葉に代わる役割を持ち、人物の口の動きと台詞を同調させる「リップシンク」の技法、ひいてはセリフ自体が否定的に捉えられていた。『バヤヤ』の撮影ではトルンカは劇中で演奏されるバグパイプとその奏者に強いこだわりを示し、多くのトルンカの作品で音楽を担当した作曲家のヴァーツラフ・トロヤンには、トルンカは音楽について鋭い感性をもった人間と映っていた。『皇帝と鶯』では、人形は表情を変えず、パントマイム、効果音、音楽を通して、物語が進められていく。こうしたトルンカの詩的な演出に対しては、作品の物語性が失われている指摘もある。また、トルンカ唯一の西部劇である『草原の歌』は流れの速い展開、変化に富む動作といった、トルンカ本来の作風から離れた作品となっている。
アニメーション映画の制作を開始した当初、トルンカは自分のイラストを生かした作品を志向していた。しかし、トルンカはセルアニメでは自分の絵の持ち味が生かされていない点に不満を抱き、セルアニメの表現の可能性に限界を感じるようになった。常に何らかの動作が求められ、多くの人間が映像の制作プロセスに参加するために原画のオリジナリティが損なわれる点が、トルンカに不満を抱かせた。カンヌ国際映画祭で上映された作品のうち『動物たちと山賊』『おじいさんの砂糖大根』について、後年受けたインタビューでトルンカは「動くイラストのようなものだ」と述懐した。共同制作者にはトルンカは当時のセルアニメ独特のくっきりとした線を嫌い、「動くイラスト」からの脱出を目指してあがいているように見えていた。『動物たちと山賊』と同時に上映された『贈り物』は実験的な要素が強く、公開当初はさして話題に上らなかった。だが、『贈り物』はチェコ国外のアメリカのスティーブン・ボサストウ、ユーゴスラビアのドゥシャン・ヴコティッチに影響を及ぼし、後には多くの人間から言及されるようになった。

## 評価
トルンカの作品はチェコだけでなく他の東ヨーロッパのアニメーションの規範とされ、アニメーションに与えた影響はウォルト・ディズニーと比肩すると評価されている。
1952年の『チェコの古代伝説』の評価は二分され、同年のヴェネツィア国際映画祭では賞を贈られなかった。結果を不服とした観客たちは自分たちで『チェコの古代伝説』に賞を贈り、主催者側からも特別にメダルと賞状を贈られた。『真夏の夜の夢』は西ヨーロッパで最も知名度が高い作品で、シェイクスピア作品の映像化という点が知名度の高さに貢献していると考えられている。『真夏の夜の夢』の評価は賛否が分かれ、カンヌ国際映画祭では賞を贈られず、チェコ国内からもトルンカに対する批判が起きた。
トルンカは多くの弟子を育成しており、日本人では川本喜八郎が単身チェコに渡り師事している。トルンカ独自の詩的世界観を発展させたうえで新たな境地を開いた人物として、『バヤヤ』『チェコの古代伝説』などの作品に参加したブジェチスラフ・ポヤルが挙げられる。ポヤルはトルンカについて、「ルネサンス的素養を持った万能型の人間」と評した。
絵本作家としても、『ふしぎな庭』で国際アンデルセン賞を受賞している。後年ポヤルによって『ふしぎな庭』の映画化が試みられたが、美術デザイナーとの意見の対立によって計画は頓挫した。

## 作品
- 『おじいさんの砂糖大根』（1945年）
- 『動物たちと山賊』(1946年)
- 『贈り物』（1946年）
- 『バネ男とSS』（1946年）
- 『チェコの四季』（1947年）
- 『皇帝の鶯』（1948年）
- 『コントラバス物語』（1949年）
- 『草原の歌』（1949年）
- 『悪魔の水車小屋』（1949年）
- 『バヤヤ』（1950年）
- 『金の魚』（1951年）
- 『楽しいサーカス』（1951年）
- 『チェコの古代伝説』（1951年）
- 『おじいさんの物々交換』（1953年）
- 『二つの霜』（1954年）
- 『クターセクとクティルカ』（1954年）
- 『善良な兵士シュヴェイク1　コニャックの巻』（1954年）
- 『善良な兵士シュヴェイク2　列車騒動の巻』（1954年）
- 『善良な兵士シュヴェイク3　堂々めぐりの巻』（1954年）
- 『フルヴィーネクのサーカス』（1955年）
- 『真夏の夜の夢』（1959年）
- 『情熱』（1961年）
- 『電子頭脳おばあさん』（1962年）
- 『天使ガブリエルと鵞鳥夫人』（1964年）
- 『手』（1965年）